# Хабилькін
Хабилькін (Хабилкін) — цар (або обраний отаман) кутіїв, правив 3 роки в Шумері у 2140 — 2137 до н. е. (2081 — 2078 до н. е. за іншими даними).

Його ім'я значить в перекладі «Жаль першого сина». Таке ім'я давали сину, коли первісток помирав.